# Van der Does

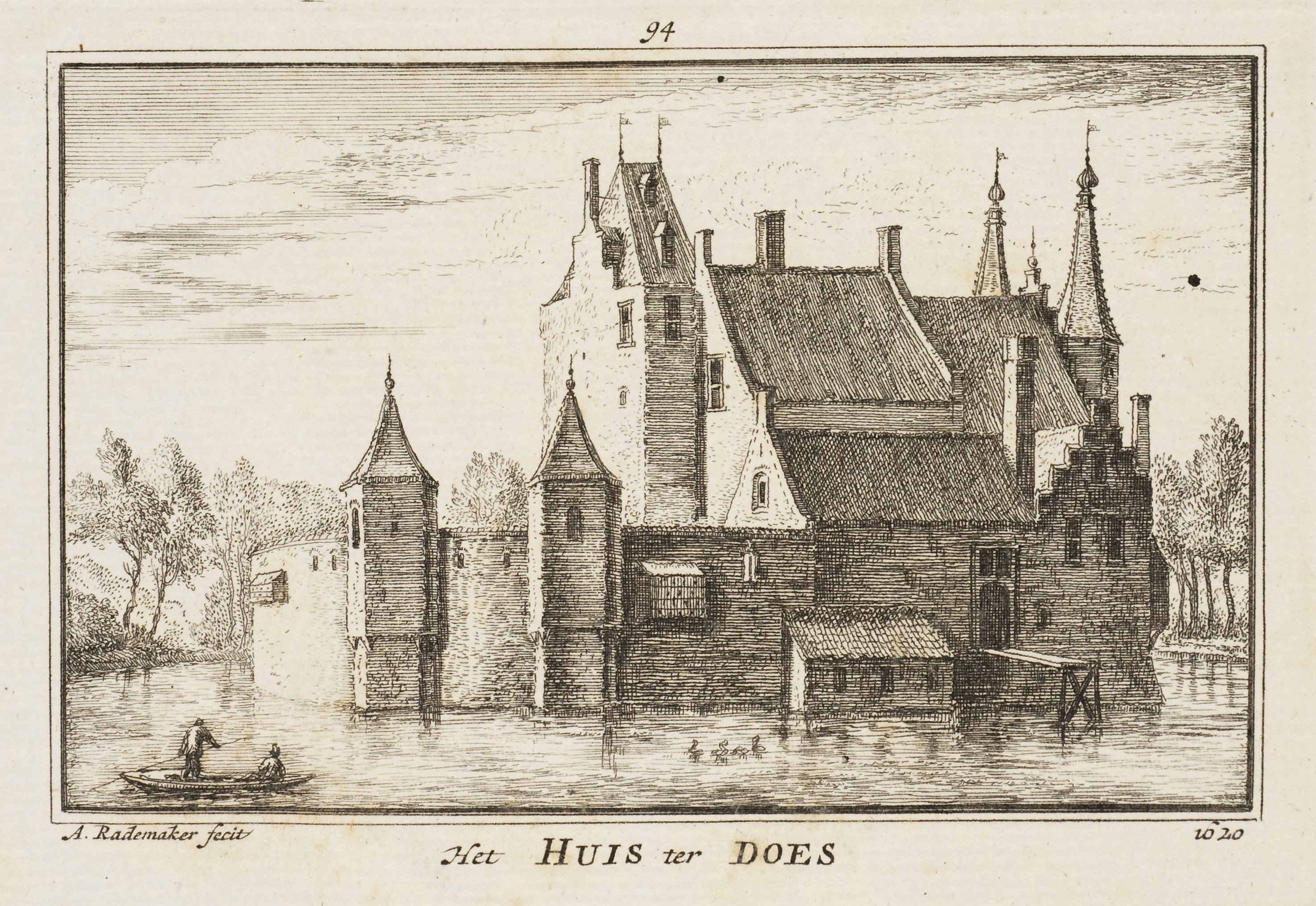
Het Huis ter Does bij Leiderdorp werd gesloopt rond 1740. Alleen de contouren van de voormalige slotgracht en enkele oude tuinmuren zijn nog herkenbaar.

Van der Does is een Nederlands oud adellijk geslacht. De familie ontleent haar naam waarschijnlijk aan de waterloop de Does. 

## Geschiedenis
De oudste vermelding betreft Diederik van der Does, die vermeld wordt in een leenregister van graaf Floris V uit de jaren tachtig van de dertiende eeuw. 
Diederik was een zoon uit het huwelijk van van Maurin de Croiselles met Florentina van Mijnden, dochter van Amelis, in 1250. Het familie wapen van de familie van der Does komt ook voort uit het oorspronkelijke wapen van de Croiselles.
Diederiks nazaten waren eigenaar van het Huis ter Does dat in Leiderdorp pal ten oosten van de Does lag. Het kasteel wordt voor het eerst genoemd in 1354 als leen van Brederode.
De familie Van der Does is in der loop van tijd verwant aan grote namen binnen de Nederlandse adel, zoals de families Van Nassau, Van Zuylen van Nijevelt, Van Reede, Van Egmond van der Nijenburg, Van Wassenaer, Limburg-Stirum, en de familie Van Lynden.
Het geslacht kende 4 takken;
- Heeren van  huis Ter Does, 
- Heeren van de Costijns woning,
- Heeren van der Goude,
- de stam van Hugo van der Does waar ook Janus Dousa - Heeren van Noordwijk- toe behoort. 
Een bekende vertegenwoordiger was jonker Jan van der Does of Janus Dousa (1545-1604), heer van Noordwijk en Kattendijke, met name bekend vanwege zijn rol als bevelhebber tijdens het beleg van Leiden.

### Jonger, vanaf 1815 geadeld geslacht Van der Does
Zie voor het in de negentiende eeuw geadelde geslacht, waarvan de zekere stamreeks begint met Simon van der Does (1507-1587), vroedschap en burgemeester van 's-Gravenhage, het lemma: Van der Does (adellijk geslacht). Deze familie voert hetzelfde familiewapen.

## Enkele telgen

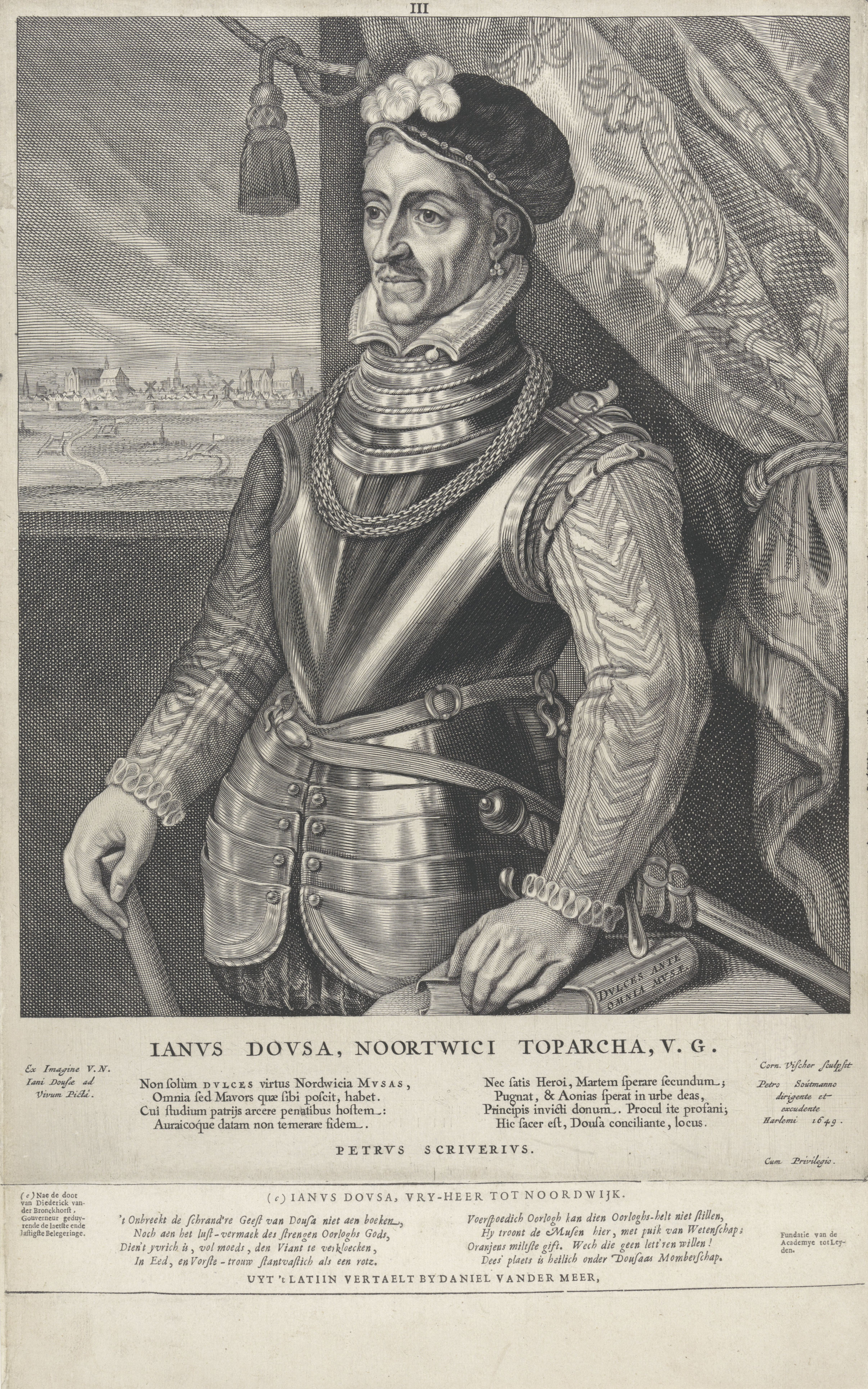
Jan van der Does (Janus Dousa)

- Jan van der Does (Janus Dousa) (1545–1604), heer van Noordwijk en Kattendijke, bevelhebber tijdens het beleg van Leiden, humanist, dichter, filoloog, bestuurder en bibliothecaris van de Universiteit Leiden
- Pieter van der Does (1562–1599), Nederlands vlootvoogd
- Wigbolt van der Does (1611–1669), generaal der artillerie
- Johan van der Does (1694-1749), raadsheer bij de Hoge Raad en thesaurier-generaal